# Fondo Nacional de la Vivienda
El Fondo Nacional de la Vivienda (FONAVI) es un fondo de la República Argentina creado en 1972 para contrarrestar el déficit habitacional y proveer viviendas económicas para sectores de bajos ingresos de la sociedad: complejos de casas o de edificios de departamentos conocidos como monoblocks.
El FONAVI fue creado mediante la ley 19.929 durante el gobierno militar de facto, en el año 1972. Sin embargo, fue recién en 1977 que con la ley 21.581 se determinaron y organizaron sus actividades, la construcción de viviendas individuales o colectivas, obras de urbanización, de infraestructura, y de equipamiento comunitario complementarias, así como también para el redescuento de carteras de créditos hipotecarios a través del Banco Hipotecario Nacional. El fondo se acumularía mediante un aporte del 2,5% de los salarios de sus beneficiarios.
En 1977 se elevó la tasa de retención al 5%, y en 1980 la ley 22.294 cambió la fuente de ingresos del fondo por los impuestos coparticipados, debido a una reforma en la distribución presupuestaria. En marzo de 1984 se regresó al aporte del 5% de los salarios.
Finalmente en marzo de 1995 se realizó una reforma considerable en la legislación del FONAVI, mediante la ley 24.464, que dio mayor importancia a los Institutos Provinciales de Vivienda y al Instituto de Vivienda de la Ciudad de Buenos Aires. También se cambió la fuente de ingreso del fondo a un porcentaje del 42% de lo recaudado con el Impuesto a los combustibles líquidos.
En la actualidad el FONAVI depende de la Subsecretaría de Desarrollo Urbano y Vivienda, subordinada a la Secretaría de Obras Públicas, parte del Ministerio de Planificación Federal, Inversión pública y Servicios.
Entre los mayores complejos habitacionales FONAVI construidos, son popularmente conocidos el Barrio Ejército de los Andes (conocido como Fuerte Apache), el Barrio Comandante Luis Piedrabuena, el Barrio General Savio (conocido como Lugano I y II) en Buenos Aires, y los  Barrio Grandoli y Barrio Rucci de Rosario. En la ciudad de Santa Fe se encuentran los barrios El Pozo, Las Flores (I y II) y Barrio San Gerónimo (conocido tradicionalmente como Barrio Centenario).